# Cimanggugirang
Cimanggugirang is een bestuurslaag in het regentschap Majalengka van de provincie West-Java, Indonesië. Cimanggugirang telt 1883 inwoners (volkstelling 2010).